# アレクサンデル・フレドロ
アレクサンデル・フレドロ（Aleksander Fredro; 1793年6月20日 - 1876年7月15日）は、分割期ポーランドの劇作家、詩人である。ポーランドにおいてフランスのモリエールに比肩される喜劇の祖としての立場を確立しており、その作品中の台詞は現代のポーランド語話者の日常生活にも入り込んでいるほどの高い人気を誇り続けている。代表作は『復讐』などである。

## 生涯

フレドロ家家紋(pl)

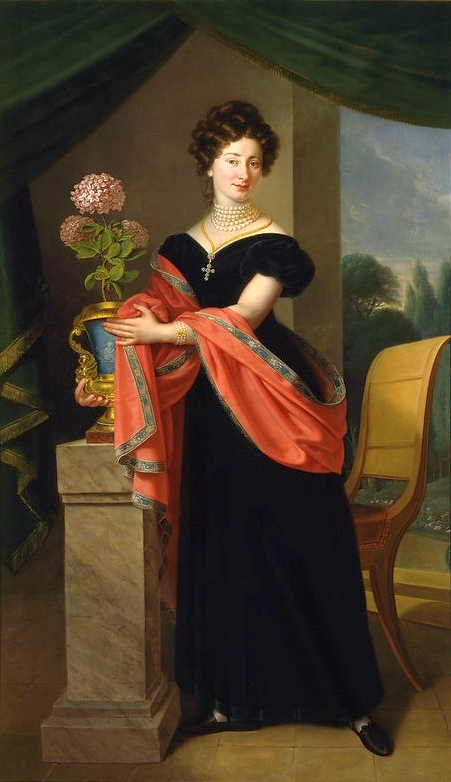
ゾフィア・ヤブウォノフスカの肖像画 (カール・ゴットリープ・シュヴァイカルト作、1824年)

アレクサンデル・フレドロは1793年6月20日、現在のポーランド南東部ヤロスワフ近郊のスロフフにて生まれた。父は名うての地主であり、その甲斐あって伯爵 (波: hrabia) の称号や文化的・財産的な豊かさを手に入れている。フレドロが少年時代に暮らしていたのはガリツィアという地域であったが、彼が16歳の時にユゼフ・ポニャトフスキ率いるワルシャワ公国軍がガリツィア入りし、鴨狩りから帰る途中であったフレドロは「何となく」そのワルシャワ公国軍に入隊した。一時はパリに駐屯するも、ナポレオンの廃位 (1814年) を契機として翌1815年に除隊し、ガリツィア地方の中心都市リヴィウへ帰還した。その後は失恋を契機とした都落ちを経て喜劇を書き始め、『あわただしい詭計』(Intryga naprędce; 1815年、上演は1817年) や『パン・ゲルトハブ』(Pan Geldhab; 1818年; 上演は1821年) などを発表した。1824年に長期にわたるイタリア旅行を行ったが、その最中に喜劇作家カルロ・ゴルドーニと知り合いとなり、その作品に惹かれた。1828年にゾフィア・ヤブウォノフスカと結婚後、『お嬢さんの結婚』や『復讐』 (#作品も参照) を発表するが、後者は結婚時にゾフィアからの嫁資として入手したオドジコニの城が構想の源となっている。1835年以降はロマン主義詩人たちから立て続けに批判を受けたことも原因となり、喜劇の執筆活動からは1850年代になるまで遠ざかることとなる (参照: #作品)。
1832年から1845年までの間にガリツィア州のセイムの議員も務めており、諸国民の春が始まった1848年にはハプスブルク帝国領の自治権獲得に奔走した。議員退任の前後 (1844年-1846年) に回想録 Trzy po trzy を著した後は7年以上 (1849年-1856年) ヨーロッパ中を旅行した。その最中である1852年にはオーストリアの体制(pl)を批判したかどで反逆罪に問われかけるも、ガリツィアの軍人アゲノル・ゴウホフスキの弁護により調査打ち切りにしてもらうことに成功している。ヨーロッパ旅行を終えた翌年よりリヴィウに落ち着き、1876年7月15日に同地にて亡くなった。

## 作品

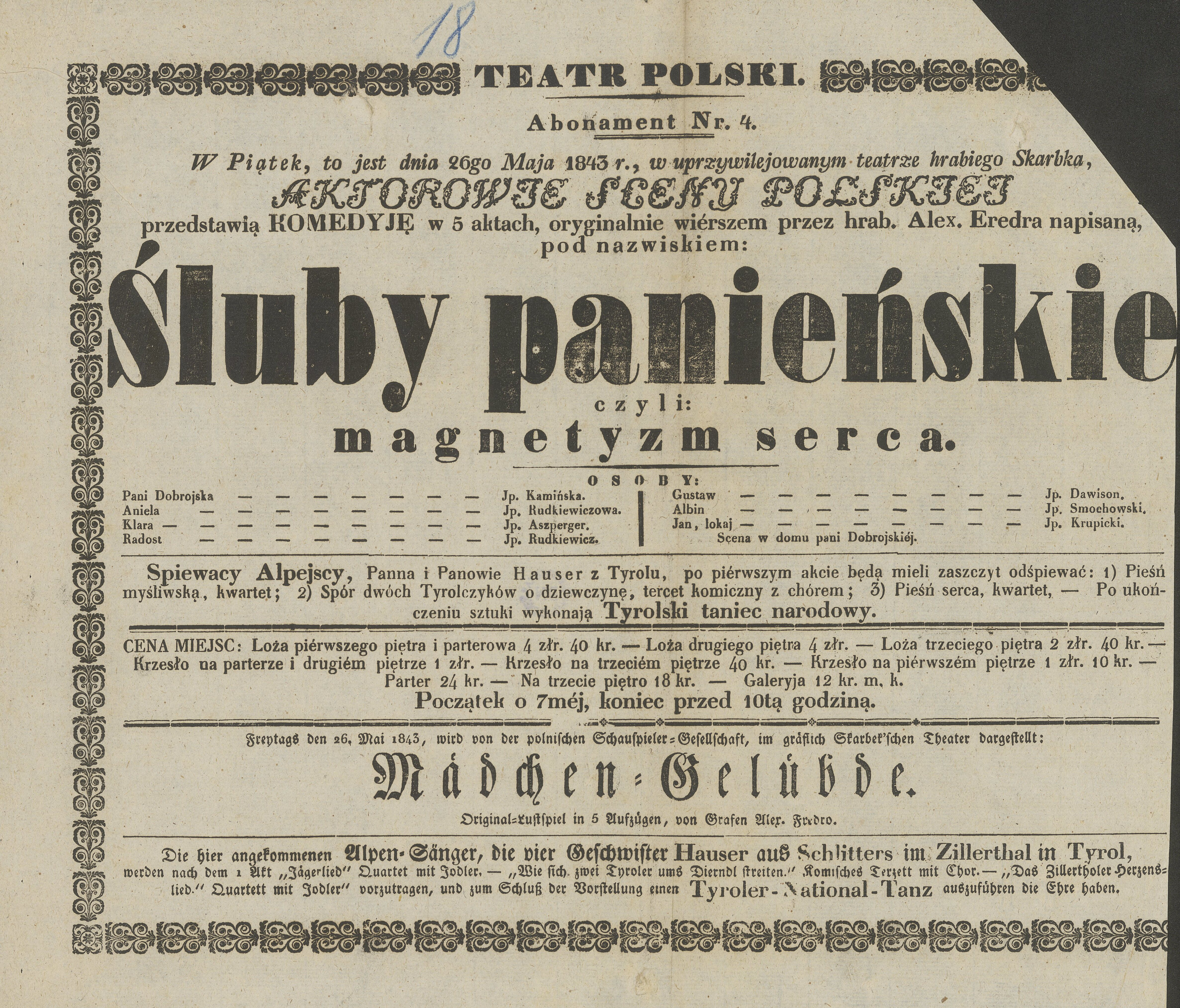
『お嬢さんの結婚』の上演告知ポスター (1843年)

フレドロは様々な喜劇を遺したが、その中では『お嬢さんの結婚』(Śluby panieńskie; 1833年上演) や『復讐』 (Zemsta; 1834年初演) が真に迫った習俗の描写、会話の自然さ、喜劇性を遺憾なく発揮した傑作と見做される。左記の2作に関してはそれぞれフィリプ・バヨン監督 (2010年)、アンジェイ・ヴァイダ監督 (『仕返し』として、2002年) により脚色・映画化され、前者に関しては100万人を超す観客を動員することに成功している。また『パン・ヨビャルスキ』(Pan Jowialski; 1832年初演) や大作としては最後の作品となる Dożywocie〈生涯不動産権〉(1835年完成) は、彼の生活圏であったガリツィアあるいはその中心都市であるリヴィウの人間や風土から着想を得たと考えられる。その他には一幕物である『人間嫌いと詩人』(Odludki i poeta) も彼の特色をよく示したものとして挙げられる。
ただ、フレドロは当時盛んであったロマン主義とは一線を画しており、政治的な変遷は作品に反映せず、むしろ最大限「古典的な」形式による喜劇を維持すること、忘却から喜劇を救い出すこと、かつての威信を復古させることが彼の大志となっていった。しかし彼の作風は同時代には理解されず、むしろロマン主義者たちからは目の敵にされた。『復讐』初演の翌年である1835年にはロマン主義詩人セヴェリン・ゴシチンスキが、Powszechny Pamiętnik Nauk i Umiejętności〈科学と技術の普遍的回顧録〉に寄稿した論文 "Nowa epoka poezji polskiej"〈ポーランド詩の新時代〉において、フレドロを国民的な諸事件に対して適切かつ深遠な注視が欠けていると批難した。このゴシチンスキにレシェク・ドゥニン＝ボルコフスキ、エドヴァルト・デンボフスキ、ヴィンツェンティ・ポルといった面々も同調してフレドロへの攻撃を行った結果、フレドロが暫くの間文筆活動から遠ざかる一因となった。彼が喜劇の執筆を再開したのは1857年のことであったが、それ以降の作品はかつてとは異なり、人間や世界の辛い真実に満ち溢れたものとなっていた。

### その他作品
- 『夫と妻（ポーランド語版）』(Mąż i żona; 1822年上演)[1][5][6]
- Zrzędność i przekora〈不満気さと臍曲がり〉(1822年上演) - 一幕物[1]。
- Cudzoziemczyzna〈異国趣味〉(1824年上演)[1]
- Pierwsza lepsza (1824年上演) - 一幕物[1]。
- 『淑女と軽騎兵（ポーランド語版）』(Damy i huzary; 1826年)[1][7]
- Gwałtu, co się dzieje! (1832年上演)[1]

## 後世への影響
第二次世界大戦期のワルシャワにおいては占領を行っていたナチス・ドイツがポーランド文化の抹殺を画策していたが、ワルシャワ市民たちは娯楽の一環として地下室、工場、教会に劇場が設けられ、フレドロの劇作品はアダム・ミツキェヴィチ、モリエール、バーナード・ショーといった面々のものと共に市民たちの手により密かに演目とされていた。
スワヴォーミル・ムロージェクはフレドロや彼より少し後に活動した劇作家ヴィスピャンスキの脚韻をモジった台詞を自作の登場人物に言わせ、ポーランドの偉大な劇作家として知られる彼らの存在をパロディ化している。

## 子孫
息子のヤン・アレクサンデル・フレドロ (1829-1891) もまた喜劇作家となり、父ほどの人気は得られなかったものの、社会問題を織り交ぜた喜劇を特色とし、父とは異なる傾向を見せた。

## 関連文献
ポーランド語
- Kleiner, Juliusz (1956). “Śluby panieńskie i Zemsta jako komedie antyromantyczne ［反ロマン主義的喜劇としての『お嬢さんの結婚』と『復讐』］”. O Krasickim i o Fredrze: dziesięć rozpraw [クラシツキについてとフレドロについて: 論考十本]. Wrocław: Zakład im. Ossolińskich